# IC 4639
IC 4639 ist eine elliptische Galaxie mit aktivem Galaxienkern vom Hubble-Typ E3 im Sternbild Herkules am Nordsternhimmel. Sie ist schätzungsweise 775 Millionen Lichtjahre von der Milchstraße entfernt und hat einen Durchmesser von etwa 90.000 Lichtjahren.
Im selben Himmelsareal befinden sich u. a. die Galaxien NGC 6276 und NGC 6278.
Das Objekt wurde am 28. Juli 1903 von Stéphane Javelle entdeckt.